# Karl-Heinz zur Mühlen
Karl-Heinz zur Mühlen (* 16. März 1935 in Bielefeld; † 27. Januar 2012 in Meckenheim (Rheinland)) war ein deutscher evangelischer Theologe und Hochschullehrer für Kirchengeschichte.

## Leben
Nach der Promotion 1969 zum Dr. theol. in Zürich und der Habilitation 1978 in Tübingen lehrte er als Professor in Bonn. Seine Arbeitsschwerpunkte waren Reformation und neuere Kirchengeschichte.

## Schriften (Auswahl)
- Nos extra nos. Luthers Theologie zwischen Mystik und Scholastik (= Beiträge zur historischen Theologie. Band 6). Mohr, Tübingen 1972, ISBN 3-16-133001-3 (zugleich Dissertation, Zürich 1969).
- Reformatorische Vernunftkritik und neuzeitliches Denken. Dargestellt am Werk M. Luthers und Fr. Gogartens (= Beiträge zur historischen Theologie. Band 59). Mohr, Tübingen 1980, ISBN 3-16-142232-5 (zugleich Habilitationsschrift, Tübingen 1978).
- als Herausgeber: Martin Luther: Freiheit und Lebensgestaltung. Ausgewählte Texte (= Kleine Vandenhoeck-Reihe. Band 1493). Vandenhoeck & Ruprecht, Göttingen 1983, ISBN 3-525-33486-9.
- Athina Lexutt und Johannes Brosseder als Herausgeber: Reformatorisches Profil. Studien zum Weg Martin Luthers und der Reformation. Vandenhoeck & Ruprecht, Göttingen 1995, ISBN 978-3-525-58162-9.
- als Herausgeber mit André Ritter: 100 Jahre Evangelisch-theologisches Studienhaus Adolf Clarenbach 1879–1997 (= Schriftenreihe des Vereins für Rheinische Kirchengeschichte. Band 125). Habelt, Bonn 1997, ISBN 3-7927-1679-8.
- Reformation und Gegenreformation. Vandenhoeck & Ruprecht, Göttingen 1999.
  - Band 1 (= Kleine Reihe V & R. Band 4014), ISBN 3-525-34014-1.
  - Band 2 (= Kleine Reihe V & R. Band 4023), ISBN 3-525-34023-0.